# Heterocypris aurea
Heterocypris aurea är en kräftdjursart som först beskrevs av Georg Ossian Sars 1895.  Heterocypris aurea ingår i släktet Heterocypris och familjen Cyprididae. Inga underarter finns listade i Catalogue of Life.